# Arnoldus Johannes Vos de Wael
Arnoldus Johannes Vos de Wael (Venlo, 10 februari 1787 - Ommen, 21 september 1859) was een Nederlandse jurist en politicus.

## Familie
Vos de Wael, lid van de familie Vos de Wael, was een zoon van mr. Gerardus Everhardus Vos de Wael (1749-1830), burgemeester van Zwolle, en Arnoldina Antonia Helmich (1758-1831. Hij trouwde met zijn nicht Maria Anna Helmich (1789-1861), dochter van mr. Michael Helmich. Uit dit huwelijk werden negen dochters en vijf zonen geboren, waaronder mr. Gerhardus Antonius Vos de Wael, burgemeester van Raalte.

## Loopbaan
Vos de Wael studeerde Romeins en hedendaags recht aan de Groninger Hogeschool en promoveerde op dissertatie in 1806. Hij was burgemeester van Zwolle (1813-1856) en lid van de gemeenteraad (1816-1856). Hij was lid van Provinciale Staten van Overijssel (1817-1848) en werd door hen verkozen tot buitengewoon lid van de Tweede Kamer der Staten-Generaal in 1840. Van 9 oktober 1848 tot 20 augustus 1850 was hij lid van de Eerste Kamer. Van 8 februari 1849 tot aan zijn overlijden was hij lid van de Raad van State in buitengewone dienst.
Vos de Wael was ridder in de Orde van de Nederlandse Leeuw. Hij overleed in 1859, op 72-jarige leeftijd, en werd begraven op het Rooms-Katholiek Kerkhof (Zwolle).
- Biografisch Portaal: 27850694
- Parlement.com: vg09llcancug